# Мабенна
Мабенна (англ.  Mabena, Mabon, Mabyn, ум. VI век) — дочь св. Брихана, память 21 сентября, 18 ноября.
Св. Мабенна (Mabenna, Mabyn, Mabon) — имя, которое носили, быть может, несколько валлийских и корневильских святых, о которых ничего определённого неизвестно. Имя данной святой связывают с именем св. Тейло (память 9 февраля). Имя Мабенна носила одна из дочерей св. Брихана (память 6 апреля) из Брекнока, известного своей плодовитостью. Различные места связаны с её именем.

## Источник
- Baring-Gould, Sabine (2000). The Lives of the Saints. Oxford University Press. ISBN 0-19-820765-4
- Orme, Nicholas (2000). The Saints of Cornwall. Oxford University Press. ISBN 0-19-820765-4
- Mattingly, Joanna (2003). «Pre-Reformation Saints' Cults in Cornwall — with particular reference to the St Neot windows». in Jane Cartwright. Celtic Hagiography and Saints' Cults. Cardiff: University of Wales Press. pp. 249–70.